# بوب لازار
بوب لازار (بالإنجليزية: Bob Lazar)‏ هو يوفولوجي ‏ ورائد أعمال أمريكي، ولد في 25 يناير 1959 في كورال غيبلز في الولايات المتحدة.

## وصلات خارجية
- الموقع الرسمي
- بوب لازار على موقع IMDb (الإنجليزية)
- بوب لازار على موقع قاعدة بيانات الفيلم (الإنجليزية)